# Пантелија Грујић
Пантелија Панта Грујић (Колари, 20. јул 1866 – 14. април 1958) био је дивизијски генерал Војске Краљевине Србије и Војске Краљевине Срба, Хрвата и Словенаца, командант Моравске дивизије на Солунском фронту.

## Биографија
Рођен је у Коларима 1866. године. У јануару 1917. године је постављен за команданта Моравске дивизије, коју је предводио на Солунском фронту. Новембра 1918. године је унапређен у чин дивизијског генерала и постављен за команданта округа Моравске дивизије.
Дана 28. маја 1919. је постављен за команданта трупа у Банату, а 27. августа за команданта Осјечке дивизијске области. Од 15. новембра 1921. године је прекомандован за команданта Дунавске дивизијске области, да би 2. фебруара 1922. године био постављен за председника Војног дисциплинског суда.
Командант Београда је постао 25. августа 1922. године, да би потом постао командант Треће армијске области. Од 28. фебруара 1923. године до 26. јануара 1927. године је био инспектор пешадије.

## Одликовања
- Орден Карађорђеве звезде са мачевима IV реда
- Орден Карађорђеве звезде са мачевима III реда